# Вила-Факая
Вила-Факая (порт. Vila Facaia)  —  населённый пункт и район в Португалии,  входит в округ Лейрия. Является составной частью муниципалитета  Педроган-Гранди. По старому административному делению входил в провинцию Бейра-Литорал. Входит в экономико-статистический  субрегион Пиньял-Интериор-Норте, который входит в Центральный регион. Население составляет 702 человека на 2001 год. Занимает площадь 17,32 км².